# NCIS: Los Angeles (14.ª temporada)
A décima quarta e última temporada de NCIS: Los Angeles, uma série dramática processual da polícia americana, estreou na CBS em 9 de Outubro de 2022 e foi encerrada em 21 de Maio de 2023.

## Premissa
NCIS: Los Angeles segue uma equipe fictícia de agentes especiais do Escritório de Projetos Especiais (OSP) do Serviço de Investigação Criminal da Marinha. A série é estrelada por Chris O'Donnell, Daniela Ruah, Eric Christian Olsen, Medalion Rahimi, Caleb Castille, Gerald McRaney, e LL Cool J. 
Um evento de crossover com NCIS e NCIS:Hawai'i está previsto para ocorrer durante a temporada.

## Elenco
| Participante | Participante | Participante | Participante | Participante | Participante |
| ------------ | ------------ | ------------ | ------------ | ------------ | ------------ |
|              | Principal    |              | Recorrente   |              | Convidado    |

| Ator/Atriz                | Personagem               | Cargo                                                                                     | Cargo |
| ------------------------- | ------------------------ | ----------------------------------------------------------------------------------------- | ----- |
| Chris O'Donnell           | Grisha "G." Callen       | Agente especial do NCIS                                                                   |       |
| Daniela Ruah              | Kensi Blye-Deeks         | Agente Especial do NCIS                                                                   |       |
| Eric Christian Olsen      | Marty Deeks              | Agente Investigador do NCIS                                                               |       |
| Medalion Rahimi           | Fatima Namazi            | Agente especial do NCIS                                                                   |       |
| Caleb Castille            | Devin Roundtree          | Agente especial do NCIS                                                                   |       |
| Gerald McRaney            | Hollace Kilbride         | Almirante aposentado e amigo de Henrietta Lange                                           |       |
| LL Cool J                 | Sam Hanna                | Agente Especial do NCIS                                                                   |       |
| Bar Paly                  | Anatasia 'Anna' Kolcheck | Ex-agente da ATF e noiva de Callen                                                        |       |
| Vyto Ruginis              | Arkady Kolcheck          | Amigo de Callen e pai de Anna                                                             |       |
| Duncan Campbell           | Castor                   | Agente Especial NCIS                                                                      |       |
| Richard Gant              | Raymond Hanna            | Coronel reformado e pai de Sam Hanna                                                      |       |
| Natalia Del Riego         | Rosa Reyes               | Filha adoptiva de Deeks e Kensi                                                           |       |
| Pamela Reed               | Roberta Deeks            | Mãe de Marty Deeks                                                                        |       |
| Alicia Coppola            | Lisa Rand                | Agente Especial Senior do FBI                                                             |       |
| Kavi Ramachandran Ladnier | Shyla Dahr               | Agente Reserva do NCIS                                                                    |       |
| Tye White                 | Aiden Hanna              | Piloto da Marinha e filho de Sam Hanna                                                    |       |
| Erik Palladino            | Vostanik Sabatino        | Delegado Federal (Marshall) e ex-Agente da CIA                                            |       |
| Bill Goldberg             | Lance Hamilton           | Agente do Departamento de Justiça (DoJ)                                                   |       |
| Kayla Smith               | Kamran Hanna             | Filha de Sam Hanna                                                                        |       |
| Peter Cambor              | Nate Getz                | Psicólogo operacional do NCIS                                                             |       |
| Karina Logue              | Ellen Whiting            | Detetive do LAPD                                                                          |       |
| Renée Felice Smith        | Nell Jones               | Ex-analista de Inteligência do NCIS                                                       |       |
| Vanessa Lachey            | Jane Tennant             | Agente especial responsável pelo NCIS Pearl Harbor                                        |       |
| Yasmine Al-Bustami        | Lucy Tara                | Agente especial do NCIS                                                                   |       |
| Gary Cole                 | Alden Parker             | Agente Especial de Supervisão do NCIS                                                     |       |
| Wilmer Valderrama         | Nick Torres              | Agente Especial do NCIS                                                                   |       |
| David Paul Olsen          | Tom Olsen                | Ex-SEAL e escritor (OBS.: Olsen é marido de Daniela Ruah e irmão de Eric Christian Olsen) |       |
| Sheamus                   | Odin                     | Traficante e lutador clandestino                                                          |       |

## Episódios
| N.º na série | N.º na temp. | Título                    | Dirigido por        | Escrito por                                | Exibição original       | Audiência (milhões) |
| --- | ------------ | ------------------------- | ------------------- | ------------------------------------------ | ----------------------- | ------------------- |
| 303 | 1            | "Game of Drones"          | Kevin Berlandi      | R. Scott Gemmill                           | 9 de outubro de 2022    | 4.33                |
| A equipe NCIS procura por um suspeito e seu motivo após o bombardeio de uma grande instalação onde os drones de combate militares são montados. Callen e Kilbride recebem notícias preocupantes sobre um corpo encontrado na Síria, cuja descrição coincide com Hetty. |              |                           |                     |                                            |                         |                     |
| 304 | 2            | "Of Value"                | Diana C. Valentine  | Kyle Harimoto                              | 16 de outubro de 2022   | 4.07                |
| Depois que uma dupla de arquitetos especializada em projetar edifícios seguros é sequestrada, a equipe do NCIS monta uma busca para trazê-los para casa. Além disso, Deeks e Kensi percebem que podem precisar de ajuda para Rosa com seus trabalhos escolares. |              |                           |                     |                                            |                         |                     |
| 305 | 3            | "The Body Stitchers"      | Suzanne Saltz       | Adam G. Key & Frank Military               | 23 de outubro de 2022   | 3.95                |
| A equipe do NCIS une forças com o FBI quando um grupo de assassinos horríveis conhecido como "Costuradores de Corpos" retorna depois de escapar da captura pelo NCIS anos atrás. O pai de Sam faz um novo amigo em Arkady. |              |                           |                     |                                            |                         |                     |
| 306 | 4            | "Dead Stick"              | Dennis Smith        | Lee A. Carlisle                            | 30 de outubro de 2022   | 5.03                |
| O avião de Aiden Hanna cai e ele é acusado de ser o culpado pelo acidente, a equipe NCIS deve investigar para limpar seu nome. Rountree considera como quer lidar com as consequências do incidente com o LAPD e Sam encontra um novo cuidador para seu pai. |              |                           |                     |                                            |                         |                     |
| 307 | 5            | "Flesh & Blood"           | Daniela Ruah        | Chad Mazero                                | 6 de novembro de 2022   | 3.56                |
| O NCIS é chamado para investigar quando uma mulher é vista fugindo da cena do assassinato de seu marido. Roberta Deeks chega à cidade para encontrar Rosa, e Sam procura outro ajudante para seu pai. |              |                           |                     |                                            |                         |                     |
| 308 | 6            | "Glory Of The Sea"        | Terence Nightingall | Faythallegra Claude                        | 13 de novembro de 2022  | 4.03                |
| A equipe investiga o sequestro do Contra-Almirante Ted Gordon em sua casa. Kensi luta para ser o pai divertido enquanto Deeks procura um apartamento com sua mãe. |              |                           |                     |                                            |                         |                     |
| 309 | 7            | "Survival of The Fittest" | Eric A. Pot         | Andrew Bartels                             | 20 de novembro de 2022  | 3.93                |
| Um fuzileiro naval adoece durante uma missão de treinamento devido a um ataque de uma arma genética, e o NCIS deve rastrear a pessoa responsável por liberá-la. Deeks luta para equilibrar trabalho e vida doméstica quando Rosa fica gripada. |              |                           |                     |                                            |                         |                     |
| 310 | 8            | "Let It Burn"             | Rick Tunell         | Indira Gibson Wilson                       | 27 de novembro de 2022  | 4.03                |
| O NCIS investiga um incêndio criminoso na Global West Ventures Corp, uma empreiteira de defesa naval. Rountree se conecta com uma ex e Kilbride dá a Callen arquivos sobre Pembrook. |              |                           |                     |                                            |                         |                     |
| 311 | 9            | "Blood Bank"              | Benny Boom          | Samantha Chasse                            | 8 de janeiro de 2023    | 4.56                |
| Quando a equipe investiga um tiroteio em um barco no qual um raro artefato cultural foi roubado, eles ficam chocados ao descobrir a quem o barco pertence. |              |                           |                     |                                            |                         |                     |
| 312 | 10           | "A Long Time Coming"      | Dennis Smith        | R. Scott Gemmill                           | 9 de janeiro de 2023    | 6.80                |
| Enquanto Kilbride desaparece, Fatima e Roundtree são abordados por homens armados liderados pelo agente desonesto da CIA, Morgan Miller, que sequestra Roundtree. A equipe continua trabalhando com seus colegas de DC e do Havaí para encontrar Roundtree, que é torturado para obter informações sobre o paradeiro de Kilbride. Observação: o episódio conclui o evento crossover iniciado no 10º episódio da 20ª temporada de NCIS e que prossegue no 10º episódio da 2ª temporada de NCIS: Hawai'i.                                                                             |              |                           |                     |                                            |                         |                     |
| 313 | 11           | "Best Seller"             | James Hanlon        | Kyke Harimoto                              | 15 de janeiro de 2023   | 4.71                |
| Quando o ex-SEAL e amigo de Sam, Tom Olsen, descobre estar sendo caçado por inimigos do passado, a equipe NCIS precisa descobrir quem está atrás dele. |              |                           |                     |                                            |                         |                     |
| 314 | 12           | "In The Name of Honor"    | Dan Liu             | Matt Klafter                               | 19 de fevereiro de 2023 | 3.47                |
| A equipe precisa encontrar rapidamente Kensi e Fatima, após ambas serem sequestradas e drogadas quando investigavam a ligação entre um Tenente da Marinha desaparecido e uma perigosa milícia islâmica. |              |                           |                     |                                            |                         |                     |
| 315 | 13           | "A Farewell to Arms"      | John P. Kousakis    | Chad Masero                                | 26 de fevereiro de 2023 | 4.53                |
| Uma mulher misteriosa ataca o fundador de uma empresa de Inteligência Artificial, e a equipe deve identificar a mulher antes que o próximo grande conflito global aconteça. A ex-esposa de Kilbride, Elizabeth, pede a ele que pense em se reconectar com o filho. |              |                           |                     |                                            |                         |                     |
| 316 | 14           | "Shame"                   | Daniela Ruah        | Sam Block, Jamil Akim O'Quinn              | 5 de março de 2023      | 4.28                |
| Quando um sub-oficial é encontrado morto com uma aparente nota de suicídio, a equipe NCIS deve investigar o mistério em torno de sua morte. Ainda, Callen e Anna começam a planejar o casamento e Sam tem uma conversa coração a coração com sua filha. |              |                           |                     |                                            |                         |                     |
| 317 | 15           | "The Other Shoe"          | Eric Wilson         | Lee A. Carlisle & Justin Kohlas            | 19 de março de 2023     | 3.95                |
| Quando a Detetive do LAPD Ellen Whiting procura Deeks e Kensi pedindo ajuda, o OSP investiga a possibilidade de um grupo de policiais corruptos estar conectado a uma gangue vendendo drogas nas ruas de Los Angeles, e Sam age disfarçado como um lutador para obter informações. |              |                           |                     |                                            |                         |                     |
| 318 | 16           | "Sleeping Dogs"           | Gonzalo Amat        | Andrew Bartels                             | 26 de março de 2023     | 4.24                |
| Quando o OSP recebe uma mensagem urgente e enigmática, eles descobrem que está conectado ao Projeto Drona e Pembroke, o que envia a equipe em uma corrida para resolver o caso, enquanto Kilbride planeja finalmente visitar seu filho que ele não vê há dez anos e Callen pede a Sam para ser seu padrinho de casamento. |              |                           |                     |                                            |                         |                     |
| 319 | 17           | "Maybe Today"             | Eric A. Pot         | Samantha Chasse & Matt Klafter             | 16 de abril de 2023     | 4.30                |
| Enquanto Kilbride se reconecta com seu filho distante, Alex, Callen, Sam, Kensi, Deeks, Fatima e Rountree auxiliam a unidade de homicídios antigos do NCIS em uma investigação sobre o desaparecimento de um suboficial da Marinha em 2003. |              |                           |                     |                                            |                         |                     |
| 320 | 18           | "Sensu Lato"              | Kevin Berlandi      | Faythallegra Claude & Indira Gibson Wilson | 23 de abril de 2023     | 4.26                |
| Quando um reservista da Marinha é esfaqueado e seu laboratório cheio de pesticidas e insetos é saqueado, OSP investiga enquanto Kilbride faz uma oferta a Sam e Rountree começa a pensar em seu futuro. |              |                           |                     |                                            |                         |                     |
| 321 | 19           | "The Reckoning"           | Frank Military      | Frank Military                             | 7 de maio de 2023       | 4.49                |
| O OSP investiga quando quatro pessoas, incluindo um oficial da CIA, são mortas a tiros em plena luz do dia. A investigação os leva ao Projeto Drona, enquanto Callen conhece Pembrook, que oferece ao agente do NCIS mais informações sobre seu passado. Ambos lutam para sobreviver contra os remanescentes do Projeto Drona, que procuram matar Pembrook por qualquer meio necessário. |              |                           |                     |                                            |                         |                     |
| 322 | 20           | "New Beginnings"          | John Peter Kousakis | Kyle Harimoto & R. Scott Gemmill           | 14 de maio de 2023      | 4.15                |
| A equipe ajuda a Agente Especial encarregado do ATF Kerry Adams com o caso de um colega dela que desapareceu durante uma investigação. Callen e Anna continuam se preparando para o casamento. A irmã de Rountree, Jordyn, faz entrevista para ingressar em uma faculdade de medicina, Sam tenta persuadir seu pai a participar de um teste de drogas e Arkady tenta ajudar Callen e Anna com os preparativos do casamento, para irritação de ambos. O episódio termina com Callen e Sam lutando por suas vidas em um tiroteio contra agentes corruptos da ATF.                     |              |                           |                     |                                            |                         |                     |
| 323 | 21           | "New Beginnings, Part 2"  | John Peter Kousakis | Kyle Harimoto & R. Scott Gemmill           | 21 de maio de 2023      | 5.24                |
| Após sobreviverem ao tiroteio, Callen e Sam reagrupam-se com seus colegas do OSP para continuar a busca pelas armas militares desaparecidas. Depois do caso solucionado, Callen e Anna decidem-se por um casamento de improviso e reúnem suas famílias e amigos na Prefeitura. Kensi e Deeks descobrem algo surpreendente sobre seu futuro. Após receber uma carta de congratulações de Hetty, Callen e Sam viajam para o Marrocos e se reúnem com Nell Jones, Nate Getz e Vostanik Sabatino para uma operação para encontrar Hetty de uma vez por todas. Observação: Series Finale |              |                           |                     |                                            |                         |                     |

## Produção
Em 31 de Março de 2022 foi anunciado que a CBS renovou NCIS: Los Angeles para uma décima quarta temporada, juntamente com as renovações de NCIS e NCIS: Hawai'i.
A integrante do elenco Daniela Ruah dirigirá um episódio da temporada.
Em 20 de janeiro de 2023, foi divulgado que a produção será encerrada ao final da décima quarta temporada, com a exibição do último episódio prevista para 21 de maio de 2023.